# Lelești (okręg Bihor)
Lelești – wieś w Rumunii, w okręgu Bihor, w gminie Buntești. W 2011 roku liczyła 417 mieszkańców.